# العلاقات اليمنية الميكرونيسية
العلاقات اليمنية الميكرونيسية هي العلاقات الثنائية التي تجمع بين اليمن وولايات ميكرونيسيا المتحدة.

## مقارنة بين البلدين
هذه مقارنة عامة ومرجعية للدولتين:
| وجه المقارنة                                              | اليمن                   | ولايات ميكرونيسيا المتحدة |
| --------------------------------------------------------- | ----------------------- | ------------------------- |
| المساحة (كم2)                                             | 555.00 ألف              | 702                       |
| عدد السكان (نسمة)                                         | 28.25 مليون             | 105.54 ألف                |
| الكثافة السكانية (ن./كم²)                                 | 50.9                    | 15.03 ألف                 |
| العاصمة                                                   | صنعاء عدن (عاصمة مؤقتة) | باليكير                   |
| اللغة الرسمية                                             | اللغة العربية           | لغة إنجليزية              |
| العملة                                                    | ريال يمني               | دولار أمريكي              |
| الناتج المحلي الإجمالي (بليون دولار)                      | 18.21 مليار             | 336.43 مليون              |
| الناتج المحلي الإجمالي (تعادل القوة الشرائية) بليون دولار | 75.69 مليار             | 365.27 مليون              |
| الناتج المحلي الإجمالي الاسمي للفرد دولار أمريكي          | 1.41 ألف                | 3.02 ألف                  |
| الناتج المحلي الإجمالي للفرد دولار أمريكي                 |                         |                           |
| مؤشر التنمية البشرية                                      | 0.498                   | 0.640                     |
| رمز المكالمات الدولي                                      | +967                    | +691                      |
| رمز الإنترنت                                              | .ye                     | .fm                       |
| المنطقة الزمنية                                           | ت ع م+03:00             |                           |

## منظمات دولية مشتركة
يشترك البلدان في عضوية مجموعة من المنظمات الدولية، منها:
| علم المنظمة | اسم المنظمة                               | تاريخ انضمام اليمن | تاريخ انضمام ولايات ميكرونيسيا المتحدة |
| ----------- | ----------------------------------------- | ------------------ | -------------------------------------- |
|             | يونسكو                                    | 2 أبريل 1962       | 19 أكتوبر 1999                         |
|             | مؤسسة التمويل الدولية                     | 22 مايو 1970       | 24 يونيو 1993                          |
|             | المركز الدولي لتسوية المنازعات الاستشارية | 20 نوفمبر 2004     | 24 يوليو 1993                          |
|             | منظمة حظر الأسلحة الكيميائية              | ?                  | ?                                      |
|             | مؤسسة التنمية الدولية                     | 22 مايو 1970       | 24 يونيو 1993                          |
|             | وكالة ضمان الاستثمار متعدد الأطراف        | 12 مارس 1996       | 11 أغسطس 1993                          |
|             | الاتحاد الدولي للاتصالات                  | 1931               | 18 مارس 1993                           |
|             | الأمم المتحدة                             | 30 سبتمبر 1947     | 17 سبتمبر 1991                         |
|             | البنك الدولي للإنشاء والتعمير             | 3 أكتوبر 1969      | 24 يونيو 1993                          |